# Париаман
Париаман (индон. Pariaman) — город в Индонезии, входит в состав провинции Западная Суматра. Территория города выделена в самостоятельную административную единицу — муниципалитет.

## Географическое положение

Муниципалитет Париаман

Город находится на западе острова Суматра, на побережье Индийского океана. Абсолютная высота — 21 метр над уровнем моря.

Париаман расположен на расстоянии приблизительно 40 километров к северо-западу от Паданга, административного центра провинции.

## Административное деление
Территория муниципалитета Париаман административно подразделяется на четыре района (kecamatan), которые в свою очередь делятся на 16 сельских поселений (kelurahan). Общая площадь муниципалитета — 73,36 км².

## Население
По данным официальной переписи 2010 года, население составляло 59 728 человек.
Динамика численности населения города по годам:
| 1990   | 2000   | 2005   | 2010   | 2012   |
| ------ | ------ | ------ | ------ | ------ |
| 36 947 | 71 720 | 42 422 | 59 728 | 58 924 |

В национальном составе преобладают представители народности минангкабау.

## Транспорт
Ближайший аэропорт расположен в городе Паданг. С Падангом осуществляется железнодорожное сообщение.

## Экономика
Большинство экономически активного населения города занято в сфере услуг. Также в Париамане расположены предприятия химической промышленности и металлургии. Традиционно большое значение имеет сельское хозяйство (в особенности рисоводство). Рисовые поля занимают более 30 % всей площади муниципалитета.